# 알라 바제니나
알라 이바노브나 바제니나(러시아어: А́лла Ива́новна Важе́нина, 1983년 5월 29일~)는 러시아와 카자흐스탄의 역도 선수이다. 2008년 하계 올림픽과 여자 헤비급에서 금메달을 획득했다.

## 경력
러시아 SFSR 샤드린스크에서 태어났다. 1997년에 역도에 입문했으며 2003년 7월 이탈리아 파비아에서 열린 대학 역도 월드컵 대회에 참가했다. 그녀는 이 대회에서 63kg급에 출전하여 태국의 까센 추반의 뒤를 이어 은메달을 획득했다.
2007년에 열린 러시아 국가대표 선발전에서 탈락한 후 카자흐스탄으로 귀화했으며 2008년 4월 일본 가나자와에서 열린 2008년 아시아 선수권 대회에 카자흐스탄 국가대표로 참가했다. 그녀는 73kg급에 출전하여 인상 120kg, 용상 146kg, 합계 266kg의 기록으로 중국의 차오레이의 뒤를 이어 은메달을 획득했다.
2008년 8월에는 중국 베이징에서 열린 2008년 하계 올림픽에 참가했으며 인상 119kg, 용상 147kg, 합계 266kg의 기록으로 차오레이의 뒤를 이어 은메달을 획득했다. 
2016년 10월 차오레이의 도핑 적발로 금메달이 박탈되었고 이듬해 1월에 금메달을 승계했다.